# They Were Expendable
They Were Expendable is een Amerikaanse zwart-wit oorlogsfilm uit 1945 onder regie van John Ford, met Robert Montgomery en John Wayne in de hoofdrol.
De film belicht de rol van motortorpedoboten (PT boats) in het begin van de Tweede Wereldoorlog in de Stille Oceaan; zij werden enerzijds niet serieus genomen als gevechtseenheden maar deden anderzijds kritisch werk.

## Verhaal
Vlak na de aanval op Pearl Harbor doen luitenant Brickley en luitenant Ryan dienst op Amerikaanse motortorpedoboten. Ze zijn betrokken bij het wanhopige gevecht om de Filipijnen na de inval van Japan.

## Rolverdeling
| Acteur            | Personage          |
| ----------------- | ------------------ |
| Robert Montgomery | Luitenant Brickely |
| John Wayne        | Luitenant Ryan     |
| Donna Reed        | Luitenant Davyss   |
| Jack Holt         | Generaal Martin    |
| Ward Bond         | Mulcahey           |
| Marshall Thompson | Gardner            |
| Paul Langton      | Andrews            |
| Leon Ames         | Majoor Morton      |
| Arthur Walsh      | Jones              |
| Donald Curtis     | Luitenant Long     |
| Cameron Mitchell  | George Cross       |
| Jeff York         | Tony Aitken        |
| Murray Alper      | Mahan              |
| Harry Tenbrook    | Larsen             |
| Jack Pennick      | Doc                |